# TFN (grupo de chicos)
TFN, (anteriormente conocido como T1419) fue un grupo de chicos surcoreano-japonés formado en 2021 bajo MLD Entertainment. El grupo constaba de nueve miembros: Noa, Sian, Kevin, Gunwoo, Leo, On, Zero, Kairi y Kio. TFN debutó el 11 de enero de 2021 con su sencillo Before Sunrise Part. 1.

## Historia

### 2020: predebut
El 13 de octubre de 2020, MLD Entertainment anunció que lanzaría un nuevo grupo de chicos en diciembre en asociación con NHN Entertainment Corporation y Sony Music. El grupo debutaría no solo en Corea sino también en Japón y Estados Unidos, simultáneamente. Más tarde se anunció que MLD había firmado un acuerdo de socio comercial con ICM Partners para actividades en los EE. UU. Al día siguiente, se lanzó una foto preliminar con todos los miembros. El 17 de octubre, se publicó un calendario para el lanzamiento previo al debut no promocionado, se dijo que el grupo lanzaría un video musical de «Dracula» el 27 de octubre.

### 2021: Debut con la serieBefore Sunrise
El 11 de enero de 2021, debutaron con su primer álbum sencillo, Before Sunrise Part. 1, y su sencillo principal «Asurabalbalta».
El 31 de marzo de 2021, TFN regresó con su segundo álbum sencillo, Before Sunrise Part. 2, y su sencillo principal «Exit».
El 23 de agosto de 2021, TFN lanzó su tercer álbum sencillo, Before Sunrise Part. 3, y su sencillo principal «Flex».
El 2 de diciembre de 2021, TFN lanzó el sencillo digital, «Red Light, Green Light».

### 2022-2024: debut japonés conOur Teen:Blue Side, "Edelweiss", "When The Sun Goes Down", cambio de nombre,Before Sunrise Part. 4, primera pausa de Sian, primera gira por Japón, "Mirage", Our Teen:Yellow Side, segunda pausa de Sian y "Ice Cream"
El 9 de marzo de 2022, T1419 hizo su debut en Japón con el extended play, Our Teen: Blue Side, y su sencillo principal «Run Up». La versión coreana del sencillo principal se lanzó el 9 de mayo de 2022.
El 22 de marzo de 2022, T1419 lanzó el sencillo digital, «Edelweiss».
El 3 de julio de 2022, T1419 lanzó su primer sencillo en español, «When The Sun Goes Down».
En agosto de 2022, T1419 se unió a la plataforma Weverse.
El 17 de octubre de 2022, MLD Entertainment anunció que el nombre del grupo pasaría a llamarse TFN.Unos días después, el grupo anunció su regreso con su primer miniálbum Before Sunrise Part. 4, que se lanzará el 26 de octubre.
El 24 de octubre, MLD anunció que Sian haría una pausa para recuperarse de la pérdida auditiva neurosensorial.
El 15 de noviembre de 2022, TFN hizo una aparición especial en el programa de variedades filipino It's Showtime mientras interpretaban su sencillo «Amazon».
El 4 de febrero, anunciaron, a través de las redes sociales japonesas del grupo, que el grupo realizará su primera gira japonesa, titulada TFN Japan Live Tour 2023 Before Sunrise, del 23 al 25 de febrero.
El 8 de febrero, el grupo anunció el lanzamiento de "Mirage", que se lanzará el 22 de febrero.
El 25 de febrero, el grupo anunció el lanzamiento de su segundo miniálbum japonés, Our Teen:Yellow Side, que se lanzará el 26 de abril.
El 9 de junio, MLD emitió un comunicado y reveló que Sian haría una segunda pausa para recibir tratamiento intensivo por su pérdida auditiva neurosensorial.
El 17 de agosto, el grupo lanzó su segundo sencillo digital en español "Ice Cream".
El 29 de febrero (KST), según informes de los medios de comunicación, el grupo de chicos TFN , bajo MLD Entertainment, se ha disuelto. Después de decidir poner fin a sus actividades grupales, los miembros Leo, Zero, Kairi y Kio han regresado a sus hogares en Japón.

## Miembros
- Noa (노아)
- Sian (시안)
- Kevin (케빈)
- Gunwoo (건우)
- Leo (레오)
- On (온)
- Zero (제로)
- Kairi (카이리)
- Kio (키오)

## Discografía

### Extended plays
| Título                 | Detalles del álbum | Posicionamiento en listas | Ventas       |
| Título                 | Detalles del álbum | JPN                       | Ventas       |
| T1419                  | T1419 | T1419                     | T1419        |
| ---------------------- | --- | ------------------------- | ------------ |
| Our Teen: Blue Side    | - Lanzamiento: 9 de marzo de 2022 (JPN) - Discográfica: Sony Music - Formatos: CD, descarga digital Ver listaLista de canciones 1. «Run Up» 2. «Daydreamer» 3. «Home» 4. «Asurabalbalta» (versión japonesa) 5. «Exit» (versión japonesa) 6. «Flex» (versión japonesa) 7. «Red Light, Green Light» (versión japonesa) | 32                        | - JPN: 1,363 |
| TFN                    | |                           |              |
| Before Sunrise Part. 4 | - Lanzamiento: 26 de octubre de 2022 (COR) - Discográfica: Sony Music - Formatps: CD, descarga digital Ver listaLista de canciones 1. «Amazon» 2. «Deep Dive» 3. «Bloom» 4. «Slate» 5. «Amazon» (instrumental) | -                         | -            |

### Álbumes sencillos
| Título                                                                        | Detalles del álbum | Posicionamiento en listas | Ventas        |
| Título                                                                        | Detalles del álbum | COR                       | Ventas        |
| ----------------------------------------------------------------------------- | --- | ------------------------- | ------------- |
| Before Sunrise Part. 1                                                        | - Lanzamiento: 11 de enero de 2021 - Discográfica: MLD Entertainment, Sony Music - Formatos: CD, descarga digital Lista de canciones 1. «Asurabalbalta» (아수라발발타) 2. «Butt Out» 3. «Asurabalbalta» (Inst.) (아수라발발타) | 8                         | - COR: 16,922 |
| Before Sunrise Part. 2                                                        | - Lanzamiento: 31 de marzo de 2021 - Discográfica: MLD Entertainment, Sony Music - Formatos: CD, descarga digital Lista de canciones 1. «Exit» 2. «Dracula» 3. «Exit» (Inst.)                                                  | 7                         | - COR: 26,496 |
| Before Sunrise Part. 3                                                        | - Lanzamiento: 23 de agosto de 2021 - Discográfica: MLD Entertainment, Sony Music - Formatos: CD, descarga digital Lista de canciones 1. «Flex» 2. «Get the Bomb» 3. «Flex» (Inst.)                                            | 11                        | - COR: 23,833 |
| «—» denota lanzamientos que no se registraron o no se lanzaron en esa región. | |                           |               |

### Sencillos
| Año                                                                               | Título                                            | Mejor posición | Álbum                  |
| Año                                                                               | Título                                            | COR            | Álbum                  |
| --------------------------------------------------------------------------------- | ------------------------------------------------- | -------------- | ---------------------- |
| 2020                                                                              | «Dracula»                                         | —              | Before Sunrise Part. 2 |
| 2021                                                                              | «Asurabalbalta» (아수라발발타)                    | —              | Before Sunrise Part. 1 |
| 2021                                                                              | «Exit»                                            | —              | Before Sunrise Part. 2 |
| 2021                                                                              | «Flex»                                            | —              | Before Sunrise Part. 3 |
| 2021                                                                              | «Red Light, Green Light» (무궁화 꽃이 피었습니다) | —              | Sencillos sin álbum    |
| 2022                                                                              | «Edelweiss»                                       | —              | Sencillos sin álbum    |
| 2022                                                                              | «Run Up (Korean Ver.)»                            | —              | Sencillos sin álbum    |
| 2022                                                                              | «When The Sun Goes Down»                          | —              | Sencillos sin álbum    |
| 2022                                                                              | «Amazon»                                          | —              | Before Sunrise Part. 4 |
| 2023                                                                              | «Mirage (Japanese)»                               | —              | Out Teen: Yellow Side  |
| 2023                                                                              | «Ice Cream (Spanish)»                             | —              | Sencillo sin álbum     |
| «—» denota lanzamientos que no se registraron o no fueron lanzados en esa región. |                                                   |                |                        |

## Filmografía

### Reality shows
| Año  | Título   | Red     | Nota(s)                | Ref.   |
| ---- | -------- | ------- | ---------------------- | ------ |
| 2020 | Daily Us | YouTube | Debut en reality shows | [ 23 ] |

## Premios y nominaciones
| Año  | Premio             | Categoría                        | Nominado(s) | Resultado | Ref.   |
| ---- | ------------------ | -------------------------------- | ----------- | --------- | ------ |
| 2021 | Asia Artist Awards | Male Idol Group Popularity Award | TFN         | Nominados | [ 24 ] |
| 2021 | Asia Artist Awards | Potential Singer Award           | TFN         | Ganadores | [ 25 ] |
| 2022 | Seoul Music Awards | Rookie of the Year               | TFN         | Nominados | [ 26 ] |
| 2022 | Seoul Music Awards | Popularity Award                 | TFN         | Nominados | [ 26 ] |
| 2022 | Seoul Music Awards | K-wave Popularity Award          | TFN         | Nominados | [ 26 ] |